# 16-й Берлинский международный кинофестиваль
16-й Берлинский международный кинофестиваль прошёл с 24 июня по 5 июля 1966 года в Западном Берлине.

## Жюри
- Пьер Бронберже (председатель жюри)
- Франц Зайц
- Эмилио Вильяльба Вальш
- Ходжа Ахмад Аббас
- Пьер Паоло Пазолини
- Ларс Форселль
- Холлис Альперт
- Хельмут де Хаас
- Курт Хайнц

## Конкурсная программа
- Тупик, режиссёр Роман Полански
- Дьяволь женщины, режиссёр Георг Тресслер
- Девушка Джорджи, режиссёр Сильвио Нариццано
- Преследователи, режиссёр Ингве Гамлин
- Охота, режиссёр Карлос Саура
- Сезоны нашей любви, режиссёр Флорестано Ванчини
- Обнажённые сердца, режиссёр Эдуард Ланц
- Лорд любит утку, режиссёр Джордж Аксельрод
- Мужское-женское, режиссёр Жан-Люк Годар
- Найяк, режиссёр Сатьяджит Рей
- Страх, режиссёр Костас Маноссакис
- Священник и девушка, режиссёр Жоаким Педру ди Андради
- Сезон охоты на лисиц закрыт, режиссёр Петер Шамони
- Группа, режиссёр Сидни Люмет
- Вопрос чести, режиссёр Луиджи Дзампа

## Награды
- Золотой медведь:
  - Тупик, режиссёр Роман Полански
- Золотой медведь за лучший короткометражный фильм:
  - Knud
- Серебряный медведь:
- Серебряный медведь за лучшую мужскую роль:
  - Жан-Пьер Лео — Мужское-женское
- Серебряный медведь за лучшую женскую роль:
  - Лола Олбрайт — Господь любит утку
- Серебряный медведь за лучшую режиссёрскую работу:
  - Карлос Саура — Охота
- Серебряный медведь - специальный приз за лучший короткометражный фильм:
  - Розали
- Серебряный медведь - специальный приз жюри:
  - Преследователи
  - Сезон охоты на лисиц закрыт
- Особое упоминание:
  - Найяк
- Приз юношеского кинематографа:
- Приз юношеского кинематографа - лучший короткометражный фильм
  - Высокая сталь
- Приз юношеского кинематографа - лучший игровой фильм:
  - Мужское-женское
- Приз юношеского кинематографа - особое упоминание:
- Приз юношеского кинематографа - особое упоминание за лучший игровой фильм:
  - Обнажённые сердца
- Приз международной ассоциации кинокритиков (ФИПРЕССИ)
  - Сезоны нашей любви
- Приз международного евангелического жюри
  - Обнажённые сердца
- Приз «Интерфильма» - почётное упоминание
  - Мужское-женское
- Приз Международной Католической организации в области кино (OCIC)
  - Девушка Джорджи
- Премия международного союза кинокритиков (UNICRIT)
  - Наяк